# Nannosuchus
Nannosuchus (betekent 'dwergkrokodil') is een geslacht van uitgestorven goniopholidide Mesoeucrocodylia uit de Middle Purbeckformatie uit het Berriasien van Engeland.
Het werd oorspronkelijk in 1879 door Richard Owen benoemd als een soort van Goniopholis: Goniopholis gracilidens, de typesoort gebaseerd op het holotype BMNH 48217, verspreide fragmentarische overblijfselen die delen van de schedel en verschillende postcraniale elementen bevatten. De soortaanduiding betekent 'de lichtgebouwde tand'. In 2002 benoemde Steven Salisbury een apart geslacht Nannosuchus.